# Jaime Flores Martín
Jaime Flores Martín (Macotera, Salamanca, 15 de agosto de 1906 - Salamanca, 14 de septiembre de 1974) fue un obispo católico español.

## Biografía
Miembro de la Hermandad de sacerdotes operarios diocesanos, de la que fue director general (1957-1960). 
Para el curso 1942-43 fue nombrado rector del Pontificio Colegio Español de San José en Roma, cargo en el que permaneció durante quince años. 
Fue Obispo de Barbastro (1960-1970), y Administrador Apostólico de la Diócesis de Huesca (1965-1969). 
Al cesar por enfermedad como Obispo de Barbastro el 30 de abril de 1970 fue nombrado Obispo titular de Rubicón, hasta su renuncia el 11 de diciembre de 1970.